# زوفا طبية
الحشيشة المقدسة، إنفه، سيف، أشنان داوود،حسل أو الزوفا الطبية أو زوفا يابس أو زوفی (باللاتينية: Hyssopus officinalis) نوع نباتي من جنس الزوفا الذي يتبع الفصيلة الشفوية.

## البيئة والانتشار
موطنه بلاد الشام والمغرب العربي وحوض البحر الأبيض المتوسط.

## التاريخ
تم استخدام نبات يسمى الزوفا أو الهيب منذ العصور القديمة الكلاسيكية. اسمه هو تحوير مباشر من اليونانية ὕσσωπος (هيبوس). الكلمة العبرية אזוב (إيزوف، أو إيسوف، أو إيسوب) والكلمة اليونانية ὕσσωπος ربما تشتركان في أصل مشترك (ولكن غير معروف). يظهر اسم الهيب كترجمة لكلمة إيزوف في بعض ترجمات الكتاب المقدس، وخاصة في مزمور 51:7: "طهرني بالهيب فأطهر"، لكن الباحثين اقترحوا أن السجلات الكتابية لا تشير إلى النبات المعروف حاليًا بالهيب، بل إلى واحدة من عدة أعشاب مختلفة، بما في ذلك أورغانوم سيرياكم (الأوريغانو السوري، والذي يُطلق عليه عادة "الهيب الكتابي")
تذكر 1 ملوك 4:33 أن "إيزوف" كان نباتًا صغيرًا، ويعتقد بعض العلماء أنه كان نباتًا ينمو على الجدران، تم حرقه مع العجل الأحمر (سفر العدد 19:6) واستخدم في تطهير البرص (سفر اللاويين 14:4–6، سفر اللاويين 14:49–51؛ العدد 19:18)، وأثناء عيد الفصح كان يُستخدم لرش دم الحمل المذبوح على عتبات الأبواب (سفر الخروج 12:22). تم استخدام إسفنجة مرتبطة بغصن من الهيب لإعطاء يسوع على الصليب شرابًا من الخل.
تتعدد الاقتراحات لتحديد النبات الذي يقابل الهيب الكتابي في العصر الحديث، حيث تتراوح الاحتمالات من نباتات الجدران مثل الطحالب أو السرخس، إلى الأعشاب المستخدمة في الطهي مثل الزعتر، وإكليل الجبل، أو المردقوش. وهناك اقتراح آخر وهو نبات الكبّار الذي يُعرف بنموه في التربة الصخرية في المنطقة وعلى الجدران.
كما كان يُستخدم الهيب للتطهير الديني في مصر، حيث كان، وفقًا لشيريمون الرواقي، يستهلكه الكهنة مع الخبز من أجل تطهير هذا النوع من الطعام وجعله مناسبًا لنظامهم الغذائي الصارم.

## الوصف النباتي
الزوفا شجيرة أو شجيرة فرعية ذات ألوان زاهية يصل ارتفاعها من 30 إلى 60 سم (12 إلى 24 بوصة). الساق خشبية عند القاعدة، وتنمو منها العديد من الفروع المنتصبة. أوراقها رمحية الشكل، داكنة اللون، ويتراوح طولها بين 2 إلى 2.5 سم (3/4 إلى 1 بوصة).
خلال الصيف، ينتج الزوفا أزهارًا وردية أو زرقاء، أو، نادرًا، بيضاء عطرية. تنتج هذه الأزهار بذورًا صغيرة مستطيلة الشكل.

## الخصائص
تتميز الزوفا بخصائص متعددة تشمل تأثيرات مطهرة، مضادة للتشنجات، منشطة، طاردة للبلغم، ومهدئة، مما يجعله مفيدًا في علاج مجموعة واسعة من المشكلات الصحية من بينها الأمراض الجلدية، اضطرابات التنفس، وآلام الدورة الشهرية.
الخصائص المطهرة:
الزوفا له خصائص مطهرة مفيدة بشكل خاص في معالجة الأمراض الجلدية. يمكن استخدام زيت الزوفا العطري أو مغلي أوراقه لتنظيف وتجديد الجلد. يساعد في شفاء الكدمات وتخفيف التورم، وكذلك في معالجة الجروح الملوثة وتسريع شفاءها. كما يعزز تجديد الأنسجة في القرح غير القيحية ويحسن مظهر الندبات.
الخصائص المضادة للتشنجات:
الزوفا يساعد في تخفيف التشنجات العضلية غير الطوعية، ويُستخدم في علاج الربو واحتقان الشعب الهوائية. يساعد أيضًا في تخفيف آلام الدورة الشهرية من خلال استرخاء عضلات الرحم.
الخصائص المنشطة والمرممة:
يعتبر الزوفا منشطًا قويًا، يعزز الجهاز المناعي ويزيد من الطاقة الجسدية. يمكن أن يعمل كمنشط في بعض الحالات ومهدئ في حالات أخرى، مما يساعد في تقليل التوتر والقلق وتعزيز الاسترخاء والنوم.
الخصائص الطاردة للبلغم والمخففة للسوائل:
يساعد الزوفا في علاج الأمراض التنفسية مثل السعال، التهاب الشعب الهوائية، والربو عن طريق تسهيل إزالة الإفرازات المخاطية من الجهاز التنفسي.
الخصائص المهدئة:
الزوفا يساعد في تعزيز الهضم ويقلل من تكون الغازات، مما يجعله فعالًا في معالجة الغازات المعوية، المغص، وعسر الهضم.
أمراض يعالجها الهيب:
- العدوى الجلدية البسيطة، الجروح السطحية، حب الشباب، التهاب الجلد المعدي، الدمامل، ولسعات الحشرات المصابة.
- نوبات الربو، السعال التشنجي، الدورة الشهرية المؤلمة.
- التعب العام، ضعف الطاقة أثناء فترة النقاهة، ضعف المناعة.
- التهاب الشعب الهوائية، التهاب الأنف، الربو، العدوى التنفسية المزمنة أو الحادة.
- الغازات المعوية، المغص، وعسر الهضم.

## مرادفات للاسم العلمي
- (باللاتينية: Thymus hyssopus)